# Chausson marseillais
 (septembre 2023).
Si vous disposez d'ouvrages ou d'articles de référence ou si vous connaissez des sites web de qualité traitant du thème abordé ici, merci de compléter l'article en donnant les références utiles à sa vérifiabilité et en les liant à la section « Notes et références ».

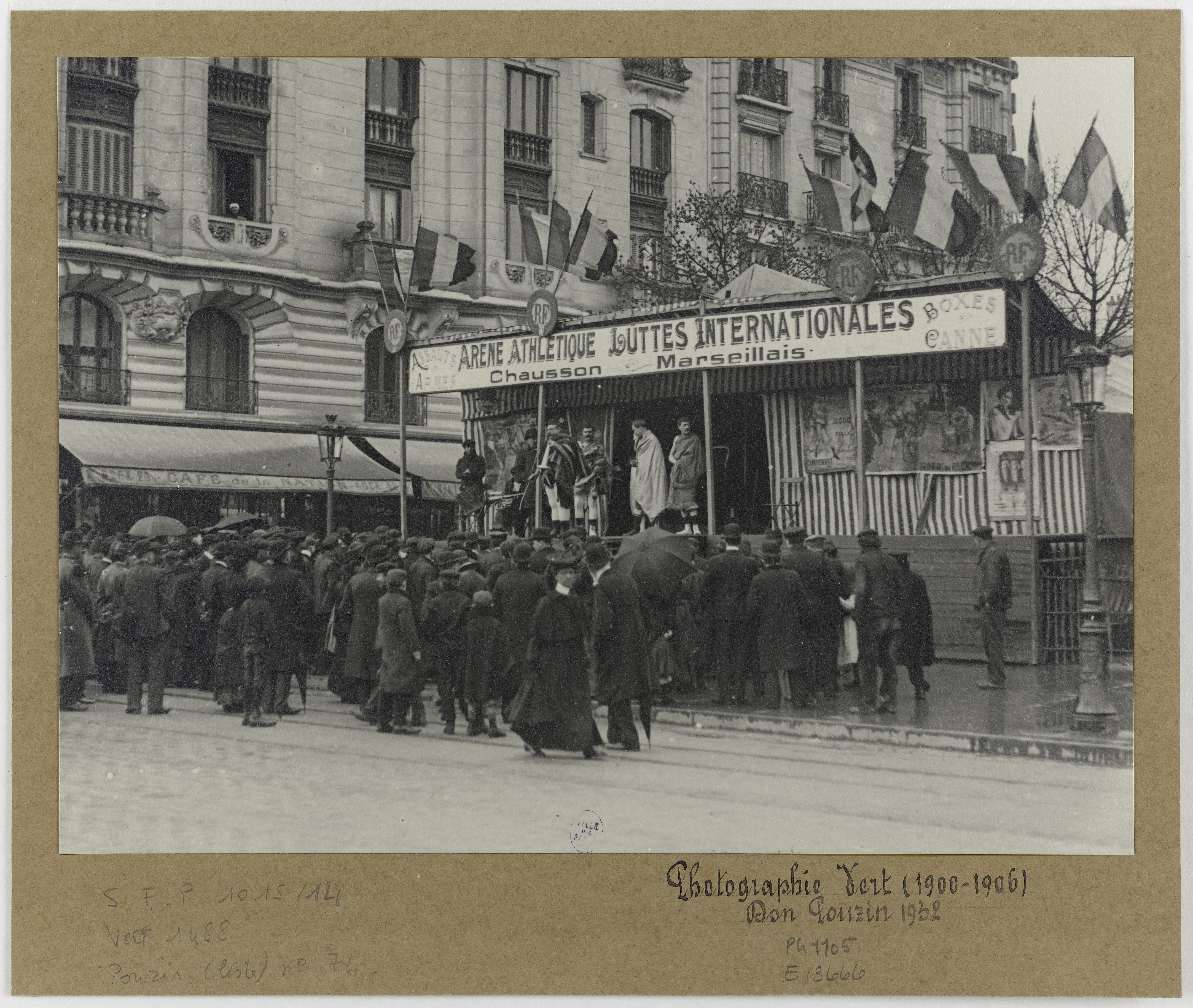
Scène de chausson marseillais, vers 1900, Paris, lors d'une rencontre sportive internationale. On y voit quatre lutteurs sur l'estrade.

Le chausson marseillais est un sport de combat axé sur la défense.
Tout comme dans la savate à laquelle il est apparenté, les pieds sont utilisés contre l'adversaire. Il intègre en plus les coups portés avec les tibias, les saisies, les coups de pied avec les mains au sol, et les coups de pied dos à l'adversaire. Le chausson marseillais est un sport que pratiquaient les marins pour se défendre. La tenue traditionnelle de combat comporte d'ailleurs un pantacourt et un maillot de marin bleu ou rouge.

## Historique
Le chausson marseillais tient ses origines de multiples inspirations : d'une part la pratique médiévale d'une forme de sport de défense incluant la « chausse » est attestée ; d'autre part les idées que les marins de Marseille échangeaient lors de leurs voyages au long cours, notamment en Asie et au Brésil. 
Le chausson marseillais est un sport de combat né en partie sur les navires marchands : les marins incluent, dans leur gestuelle, le roulis d'un bateau afin de mieux toucher l'adversaire, mais aussi l'exigüité d'un lieu de combat comme un pont, un bar ou un milieu urbain, les ustensiles disponibles sur un navire (cordages, sacs de céréales, etc.) pour l'entraînement ou encore l'importance de la lecture de l'adversaire pour gagner la supériorité tactique.
Cette lutte permet dans un premier temps de régler d'éventuels conflits pacifiquement dans l'environnement d'un navire, d'une taverne ou autre milieu urbain auquel les marins devaient s'adapter.
Lors du contact des techniques du Chausson marseillais avec le milieu parisien (grâce notamment à Michel Casseux) dans les années 1830-1840, on tenta d'appeler la Savate «Chausson» pendant quelques années, afin de lui ôter une réputation sulfureuse de « sport de voyou ».

Dans son texte Le maître du chausson (1842), Théophile Gautier résume la différence que prend la Savate boxe française sur le Chausson marseillais dans la première moitié du XIXe siècle : 

« Pour le chausson, on tirait les coups bas, les temps d’arrêt à demi-hauteur ; on courait beaucoup et l’on moulinait des bras. Le jeu du bâton n’était pas développé et se composait principalement des coups de bout, de coupés et d’enlevés-dessous. La canne se tirait comme le sabre.
Le jeu développé fut apporté en France par les prisonniers des pontons d’Angleterre : durant les longues heures de la captivité, ils s’étaient beaucoup exercés, avaient travaillé les coups, et, faute d’autre occupation, faisaient assaut du matin jusqu’au soir ; ce qui les rendit les plus redoutables bâtonnistes de l’univers. »

En 1896, un match entre Michel Ginoux (dernier grand spécialiste du Chausson marseillais au XIXe siècle) et Charles Charlemont (professeur et théoricien de la nouvelle école de savate boxe française) fait chanceler l'image du Chausson marseillais auprès du public, alors que Ginoux perd contre Charlemont. C'est par ailleurs Joseph Charlemont, père de Charles, qui avait lancé l'idée que la Savate « parisienne » devait être inspirée des apports du Chausson marseillais.

## Pratique contemporaine
Le Chauss'fight est à présent l'héritier plus connu du chausson marseillais. Officialisé et codifié à Marseille en 2007, il dépend étonnamment de la Fédération française de Kick boxing Muay thai et Disciplines Associées (FFKMDA) et non de la Fédération Française de Savate boxe française et Disciplines Associées.
Depuis 2019, l'évolution du Chausson est supervisée en France par le Comité national de Chausson marseillais, situé dans le quatrième arrondissement de Marseille.